# العلاقات التوغوية الموريتانية
العلاقات التوغولية الموريتانية هي العلاقات الثنائية التي تجمع بين توغو وموريتانيا.

## مقارنة بين البلدين
هذه مقارنة عامة ومرجعية للدولتين:
| وجه المقارنة                                              | توغو            | موريتانيا                 |
| --------------------------------------------------------- | --------------- | ------------------------- |
| المساحة (كم2)                                             | 56.78 ألف       | 1.03 مليون                |
| عدد السكان (نسمة)                                         | 7.80 مليون      | 4.42 مليون                |
| الكثافة السكانية (ن./كم²)                                 | 137.37          | 4.29                      |
| العاصمة                                                   | لومي            | نواكشوط                   |
| اللغة الرسمية                                             | لغة فرنسية      | اللغة العربية، لغة فرنسية |
| العملة                                                    | فرنك غرب أفريقي | أوقية موريتانية، أوقية ‏   |
| الناتج المحلي الإجمالي (بليون دولار)                      | 4.81 مليار      | 5.02 مليار                |
| الناتج المحلي الإجمالي (تعادل القوة الشرائية) بليون دولار | 10.67 مليار     |                           |
| الناتج المحلي الإجمالي الاسمي للفرد دولار أمريكي          | 559             |                           |
| الناتج المحلي الإجمالي للفرد دولار أمريكي                 | 1.43 ألف        | 3.91 ألف                  |
| مؤشر التنمية البشرية                                      | 0.484           | 0.506                     |
| رمز المكالمات الدولي                                      | +228            | +222                      |
| رمز الإنترنت                                              | .tg             | .mr                       |
| المنطقة الزمنية                                           | 00              | 00                        |

## منظمات دولية مشتركة
يشترك البلدان في عضوية مجموعة من المنظمات الدولية، منها:
| علم المنظمة | اسم المنظمة                                 | تاريخ انضمام توغو | تاريخ انضمام موريتانيا |
| ----------- | ------------------------------------------- | ----------------- | ---------------------- |
|             | وكالة ضمان الاستثمار متعدد الأطراف          | 15 أبريل 1988     | 8 سبتمبر 1992          |
|             | منظمة التعاون الإسلامي                      | ?                 | ?                      |
|             | منظمة الشرطة الجنائية الدولية               | ?                 | ?                      |
|             | مجموعة دول أفريقيا والكاريبي والمحيط الهادئ | ?                 | ?                      |
|             | منظمة حظر الأسلحة الكيميائية                | ?                 | ?                      |
|             | منظمة التجارة العالمية                      | ?                 | 31 مايو 1995           |
|             | الأمم المتحدة                               | 20 سبتمبر 1960    | 27 أكتوبر 1961         |
|             | الاتحاد الأفريقي                            | ?                 | 25 مايو 1963           |
|             | مؤسسة التمويل الدولية                       | 4 سبتمبر 1962     | 29 ديسمبر 1967         |
|             | يونسكو                                      | 17 نوفمبر 1960    | 10 يناير 1962          |
|             | مؤسسة التنمية الدولية                       | 21 أغسطس 1962     | 10 سبتمبر 1963         |
|             | الاتحاد الدولي للاتصالات                    | 14 سبتمبر 1961    | 18 أبريل 1962          |
|             | البنك الإفريقي للتنمية                      | ?                 | ?                      |
|             | أفريستات ‏                                   | 21 سبتمبر 1993    | 1998                   |
|             | البنك الدولي للإنشاء والتعمير               | 1 أغسطس 1962      | 10 سبتمبر 1963         |
|             | المركز الدولي لتسوية المنازعات الاستشارية   | 10 سبتمبر 1967    | 14 أكتوبر 1966         |
|             | الاتحاد البريدي العالمي                     | ?                 | ?                      |